# Sveriges U19-herrlandslag i fotboll
Sveriges U19-herrlandslag i fotboll är det fotbollslag som representerar Sverige i tävlingar för U19-spelare. Före 2002 spelades istället U18.
Huvudtränare för Sveriges U19-lag 2005/2006 är Axel Kjäll medan Roger Franzén är förbundskapten för Sveriges U19-lag 2007. 
Sverige kvalificerade sig för U19-Europamästerskapet i fotboll 2017.

## Tävlingar

### U19-Europamästerskapet
| U19-Europamästerskapet – Mästerskapsstatistik | U19-Europamästerskapet – Mästerskapsstatistik | U19-Europamästerskapet – Mästerskapsstatistik | U19-Europamästerskapet – Mästerskapsstatistik | U19-Europamästerskapet – Mästerskapsstatistik | U19-Europamästerskapet – Mästerskapsstatistik | U19-Europamästerskapet – Mästerskapsstatistik | U19-Europamästerskapet – Mästerskapsstatistik |   | U19-Europamästerskapet – Kvalstatistik | U19-Europamästerskapet – Kvalstatistik | U19-Europamästerskapet – Kvalstatistik | U19-Europamästerskapet – Kvalstatistik | U19-Europamästerskapet – Kvalstatistik | U19-Europamästerskapet – Kvalstatistik |
| År                                            | Omgång                                        | S                                             | V                                             | O *                                           | F                                             | GM                                            | IM                                            | S | V                                      | O *                                    | F                                      | GM                                     | IM                                     |                                        |
| --------------------------------------------- | --------------------------------------------- | --------------------------------------------- | --------------------------------------------- | --------------------------------------------- | --------------------------------------------- | --------------------------------------------- | --------------------------------------------- | - | -------------------------------------- | -------------------------------------- | -------------------------------------- | -------------------------------------- | -------------------------------------- | -------------------------------------- |
| 2002                                          | Kvalificerade sig inte                        | Kvalificerade sig inte                        | Kvalificerade sig inte                        | Kvalificerade sig inte                        | Kvalificerade sig inte                        | Kvalificerade sig inte                        | Kvalificerade sig inte                        | 4 | 1                                      | 0                                      | 3                                      | 5                                      | 11                                     |                                        |
| 2003                                          | Kvalificerade sig inte                        | Kvalificerade sig inte                        | Kvalificerade sig inte                        | Kvalificerade sig inte                        | Kvalificerade sig inte                        | Kvalificerade sig inte                        | Kvalificerade sig inte                        | 6 | 1                                      | 2                                      | 3                                      | 6                                      | 11                                     |                                        |
| 2004                                          | Kvalificerade sig inte                        | Kvalificerade sig inte                        | Kvalificerade sig inte                        | Kvalificerade sig inte                        | Kvalificerade sig inte                        | Kvalificerade sig inte                        | Kvalificerade sig inte                        | 3 | 1                                      | 2                                      | 0                                      | 13                                     | 6                                      |                                        |
| 2005                                          | Kvalificerade sig inte                        | Kvalificerade sig inte                        | Kvalificerade sig inte                        | Kvalificerade sig inte                        | Kvalificerade sig inte                        | Kvalificerade sig inte                        | Kvalificerade sig inte                        | 6 | 5                                      | 0                                      | 1                                      | 17                                     | 5                                      |                                        |
| 2006                                          | Kvalificerade sig inte                        | Kvalificerade sig inte                        | Kvalificerade sig inte                        | Kvalificerade sig inte                        | Kvalificerade sig inte                        | Kvalificerade sig inte                        | Kvalificerade sig inte                        | 6 | 3                                      | 0                                      | 3                                      | 11                                     | 10                                     |                                        |
| 2007                                          | Kvalificerade sig inte                        | Kvalificerade sig inte                        | Kvalificerade sig inte                        | Kvalificerade sig inte                        | Kvalificerade sig inte                        | Kvalificerade sig inte                        | Kvalificerade sig inte                        | 6 | 2                                      | 1                                      | 3                                      | 10                                     | 14                                     |                                        |
| 2008                                          | Kvalificerade sig inte                        | Kvalificerade sig inte                        | Kvalificerade sig inte                        | Kvalificerade sig inte                        | Kvalificerade sig inte                        | Kvalificerade sig inte                        | Kvalificerade sig inte                        | 6 | 2                                      | 0                                      | 4                                      | 7                                      | 10                                     |                                        |
| 2009                                          | Kvalificerade sig inte                        | Kvalificerade sig inte                        | Kvalificerade sig inte                        | Kvalificerade sig inte                        | Kvalificerade sig inte                        | Kvalificerade sig inte                        | Kvalificerade sig inte                        | 6 | 1                                      | 2                                      | 3                                      | 10                                     | 14                                     |                                        |
| 2010                                          | Kvalificerade sig inte                        | Kvalificerade sig inte                        | Kvalificerade sig inte                        | Kvalificerade sig inte                        | Kvalificerade sig inte                        | Kvalificerade sig inte                        | Kvalificerade sig inte                        | 3 | 0                                      | 2                                      | 1                                      | 0                                      | 1                                      |                                        |
| 2011                                          | Kvalificerade sig inte                        | Kvalificerade sig inte                        | Kvalificerade sig inte                        | Kvalificerade sig inte                        | Kvalificerade sig inte                        | Kvalificerade sig inte                        | Kvalificerade sig inte                        | 3 | 0                                      | 0                                      | 3                                      | 2                                      | 8                                      |                                        |
| 2012                                          | Kvalificerade sig inte                        | Kvalificerade sig inte                        | Kvalificerade sig inte                        | Kvalificerade sig inte                        | Kvalificerade sig inte                        | Kvalificerade sig inte                        | Kvalificerade sig inte                        | 3 | 0                                      | 2                                      | 1                                      | 1                                      | 2                                      |                                        |
| 2013                                          | Kvalificerade sig inte                        | Kvalificerade sig inte                        | Kvalificerade sig inte                        | Kvalificerade sig inte                        | Kvalificerade sig inte                        | Kvalificerade sig inte                        | Kvalificerade sig inte                        | 6 | 2                                      | 1                                      | 3                                      | 8                                      | 13                                     |                                        |
| 2014                                          | Kvalificerade sig inte                        | Kvalificerade sig inte                        | Kvalificerade sig inte                        | Kvalificerade sig inte                        | Kvalificerade sig inte                        | Kvalificerade sig inte                        | Kvalificerade sig inte                        | 6 | 4                                      | 0                                      | 2                                      | 16                                     | 6                                      |                                        |
| 2015                                          | Kvalificerade sig inte                        | Kvalificerade sig inte                        | Kvalificerade sig inte                        | Kvalificerade sig inte                        | Kvalificerade sig inte                        | Kvalificerade sig inte                        | Kvalificerade sig inte                        | 6 | 2                                      | 2                                      | 2                                      | 10                                     | 9                                      |                                        |
| 2016                                          | Kvalificerade sig inte                        | Kvalificerade sig inte                        | Kvalificerade sig inte                        | Kvalificerade sig inte                        | Kvalificerade sig inte                        | Kvalificerade sig inte                        | Kvalificerade sig inte                        | 6 | 2                                      | 0                                      | 4                                      | 5                                      | 11                                     |                                        |
| 2017                                          | Gruppspel                                     | 3                                             | 0                                             | 1                                             | 2                                             | 4                                             | 6                                             | 6 | 5                                      | 0                                      | 1                                      | 13                                     | 4                                      |                                        |
| 2018                                          | Kvalificerade sig inte                        | Kvalificerade sig inte                        | Kvalificerade sig inte                        | Kvalificerade sig inte                        | Kvalificerade sig inte                        | Kvalificerade sig inte                        | Kvalificerade sig inte                        | 6 | 2                                      | 1                                      | 3                                      | 12                                     | 8                                      |                                        |
| 2019                                          | Kvalificerade sig inte                        | Kvalificerade sig inte                        | Kvalificerade sig inte                        | Kvalificerade sig inte                        | Kvalificerade sig inte                        | Kvalificerade sig inte                        | Kvalificerade sig inte                        | 3 | 1                                      | 1                                      | 1                                      | 5                                      | 5                                      |                                        |
| 2020                                          | Inställt                                      | Inställt                                      | Inställt                                      | Inställt                                      | Inställt                                      | Inställt                                      | Inställt                                      | 3 | 1                                      | 1                                      | 1                                      | 7                                      | 4                                      |                                        |
| 2021                                          | Inställt                                      | Inställt                                      | Inställt                                      | Inställt                                      | Inställt                                      | Inställt                                      | Inställt                                      | 0 | 0                                      | 0                                      | 0                                      | 0                                      | 0                                      |                                        |
| 2022                                          | Kvalificerade sig inte                        | Kvalificerade sig inte                        | Kvalificerade sig inte                        | Kvalificerade sig inte                        | Kvalificerade sig inte                        | Kvalificerade sig inte                        | Kvalificerade sig inte                        | 6 | 2                                      | 0                                      | 4                                      | 7                                      | 14                                     |                                        |
| 2023                                          | Kvalificerade sig inte                        | Kvalificerade sig inte                        | Kvalificerade sig inte                        | Kvalificerade sig inte                        | Kvalificerade sig inte                        | Kvalificerade sig inte                        | Kvalificerade sig inte                        | 6 | 1                                      | 2                                      | 3                                      | 6                                      | 7                                      |                                        |
| 2024                                          | Kvalificerade sig inte                        | Kvalificerade sig inte                        | Kvalificerade sig inte                        | Kvalificerade sig inte                        | Kvalificerade sig inte                        | Kvalificerade sig inte                        | Kvalificerade sig inte                        | 3 | 0                                      | 2                                      | 1                                      | 3                                      | 4                                      |                                        |
| 2025                                          | Kvalificerade sig inte                        | Kvalificerade sig inte                        | Kvalificerade sig inte                        | Kvalificerade sig inte                        | Kvalificerade sig inte                        | Kvalificerade sig inte                        | Kvalificerade sig inte                        | 3 | 0                                      | 0                                      | 3                                      | 3                                      | 6                                      |                                        |
|                                               | Totalt                                        | Bästa: Gruppspel                              | 3                                             | 0                                             | 1                                             | 2                                             | 4                                             | 6 | 112                                    | 38                                     | 21                                     | 53                                     | 176                                    | 182                                    |

*Oavgjorda matcher inkluderar utslagsmatcher som avgjorts på straffar.
**Guldfärgad bakgrund visar att turneringen vanns. Röd ramfärg visar att turneringen hölls på hemmaplan.

### U19-Europamästerskapet 2025 (Kvalrunda 1)
| Lag          | S | V | O | F | GM | IM | MS | P |
| ------------ | - | - | - | - | -- | -- | -- | - |
| Norge U19    | 3 | 3 | 0 | 0 | 7  | 4  | +3 | 9 |
| Georgien U19 | 3 | 1 | 1 | 1 | 5  | 5  | 0  | 4 |
| Estland U19  | 3 | 1 | 1 | 1 | 4  | 4  | 0  | 4 |
| Sverige U19  | 3 | 0 | 0 | 3 | 3  | 6  | −3 | 0 |

### U19-Europamästerskapet 2026 (Kvalrunda 1)
| Lag            | S | V | O | F | GM | IM | MS | P |
| -------------- | - | - | - | - | -- | -- | -- | - |
| Danmark U19    | 0 | 0 | 0 | 0 | 0  | 0  | 0  | 0 |
| Schweiz U19    | 0 | 0 | 0 | 0 | 0  | 0  | 0  | 0 |
| Sverige U19    | 0 | 0 | 0 | 0 | 0  | 0  | 0  | 0 |
| San Marino U19 | 0 | 0 | 0 | 0 | 0  | 0  | 0  | 0 |

## Lag 2005/2006

### Nuvarande trupp
Följande 20 spelare är uttagna till EM-kvalet mot Georgien, Estland och Norge den 13, 16 respektive 19 november 2024.
Antalet landskamper och mål är korrekta per den 28 december 2024 efter matchen mot Norge.
| Nr | Pos. | Namn                     | Födelsedatum (ålder) | Matcher | Mål |           | Klubb                                      |  |
| -- | ---- | ------------------------ | -------------------- | ------- | --- | --------- | ------------------------------------------ |  |
|    | MV   | William Nieroth Lundgren | 13 mars 2006         | 10      | 0   | Sverige   | BK Olympic (Utlånad från Malmö FF)         |  |
|    | MV   | Nils Ramming             | 28 mars 2007         | 3       | 0   | England   | Brighton & Hove Albion                     |  |
|    |      |                          |                      |         |     |           |                                            |  |
|    | F    | Albin Gashi              | 15 juni 2006         | 15      | 0   | Sverige   | BK Häcken                                  |  |
|    | F    | Jimi Dos Reis Nikko      | 17 augusti 2006      | 14      | 1   | Italien   | Lecce                                      |  |
|    | F    | Alieu Manneh             | 20 augusti 2006      | 12      | 0   | Sverige   | Djurgårdens IF                             |  |
|    | F    | John Mellberg            | 30 juli 2006         | 11      | 1   | Österrike | Red Bull Salzburg                          |  |
|    | F    | William Rashidi          | 4 juni 2006          | 9       | 0   | Italien   | Lecce                                      |  |
|    | F    | Genesis Antwi            | 11 maj 2007          | 5       | 0   | England   | Chelsea                                    |  |
|    | F    | Harry Hilvenius          | 6 oktober 2007       | 5       | 0   | Sverige   | BK Häcken                                  |  |
|    |      |                          |                      |         |     |           |                                            |  |
|    | MF   | Viggo Jeppsson           | 24 mars 2006         | 18      | 0   | Sverige   | BK Olympic (Utlånad från Malmö FF)         |  |
|    | MF   | Zakaria Loukili          | 25 januari 2006      | 18      | 3   | Sverige   | Varbergs BoIS (Utlånad från Malmö FF)      |  |
|    | MF   | Noel Sernelius           | 24 juli 2006         | 16      | 1   | Sverige   | Husqvarna FF (Utlånad från IFK Norrköping) |  |
|    | MF   | William Andersson        | 28 februari 2006     | 10      | 0   | Sverige   | Kalmar FF                                  |  |
|    | MF   | Elias Pihlström          | 31 augusti 2006      | 8       | 1   | Schweiz   | Lugano                                     |  |
|    | MF   | Wilson Lindberg Uhrström | 23 mars 2006         | 4       | 0   | Sverige   | Hammarby IF                                |  |
|    |      |                          |                      |         |     |           |                                            |  |
|    | A    | Kalipha Jawla            | 11 april 2006        | 18      | 9   | Sverige   | Utsiktens BK (Utlånad från Djurgårdens IF) |  |
|    | A    | Santino Samuyiwa         | 7 januari 2006       | 16      | 2   | Spanien   | Real Sociedad                              |  |
|    | A    | Simon Sjöholm            | 10 april 2006        | 15      | 0   | Sverige   | Gais                                       |  |
|    | A    | Nuurdin Ali Mohudin      | 31 december 2006     | 12      | 0   | Sverige   | Varbergs BoIS                              |  |
|    | A    | Keyano Marrah            | 15 september 2006    | 9       | 0   | Sverige   | Hammarby TFF (Utlånad från Hammarby IF)    |  |

- Not: Spelare i kursiv stil har spelat för U21-landslaget.

### Nyligen inkallade
Följande 137 spelare har tidigare varit uttagna i Lag 2006.